# Radio Metropolitana (Venezuela)
Radio Metropolitana fue una emisora de radio en amplitud modulada de Los Teques, Venezuela. También se conocía con ese nombre a una emisora en frecuencia modulada perteneciente a los mismos propietarios de la AM. La señal de las dos radios llegaba a varias ciudades de los Altos Mirandinos y algunas áreas de Caracas.

## Historia
La AM fue inaugurada el 11 de abril de 1984. Emitía en sonido estéreo con un transmisor Nautel. El estilo de la AM en sus comienzos era de tipo “juvenil – anglo”, pero para 1994 cambió a un estilo tropical. La AM estaba dirigida a un target conformado por un público entre 20 y 60 años de edad y de nivel socioeconómico CDE.
La FM salió al aire en 1994 por la frecuencia de 105.9 MHz. Al principio se llamaba TOP (inglés: alto) en alusión a lo más alto, lo mejor; y tomando en cuenta que esa palabra se usa para referirse a las canciones más populares dentro de una lista o conteo musical. Posteriormente se mudó al dial de 97.1 MHz debido a problemas en la señal, ocasionados por la existencia de otras emisoras en la misma frecuencia de 105.9 MHz. Su estilo era “anglo, adulto contemporáneo”, mas fue luego modificado a un estilo tropical. La FM estaba orientada a un target conformado por un público entre 15 y 40 años de edad, y de nivel socioeconómico BCD.
Las dos radios se destacaban por informar a los oyentes sobre las condiciones de tránsito en la carretera Panamericana y otras vías de acceso hacia la zona, así como por difundir algunos programas en los que se denunciaban los problemas de la comunidad.
El 1 de agosto de 2009, Radio Metropolitana 1550 AM y la 97.1 FM cesaron sus transmisiones por decisión de Conatel. El motivo fue que el titular de las concesiones de ambas radios (monseñor Bernardo Antonio Heredia) había muerto en 1998 y por lo tanto las concesiones estaban extinguidas.

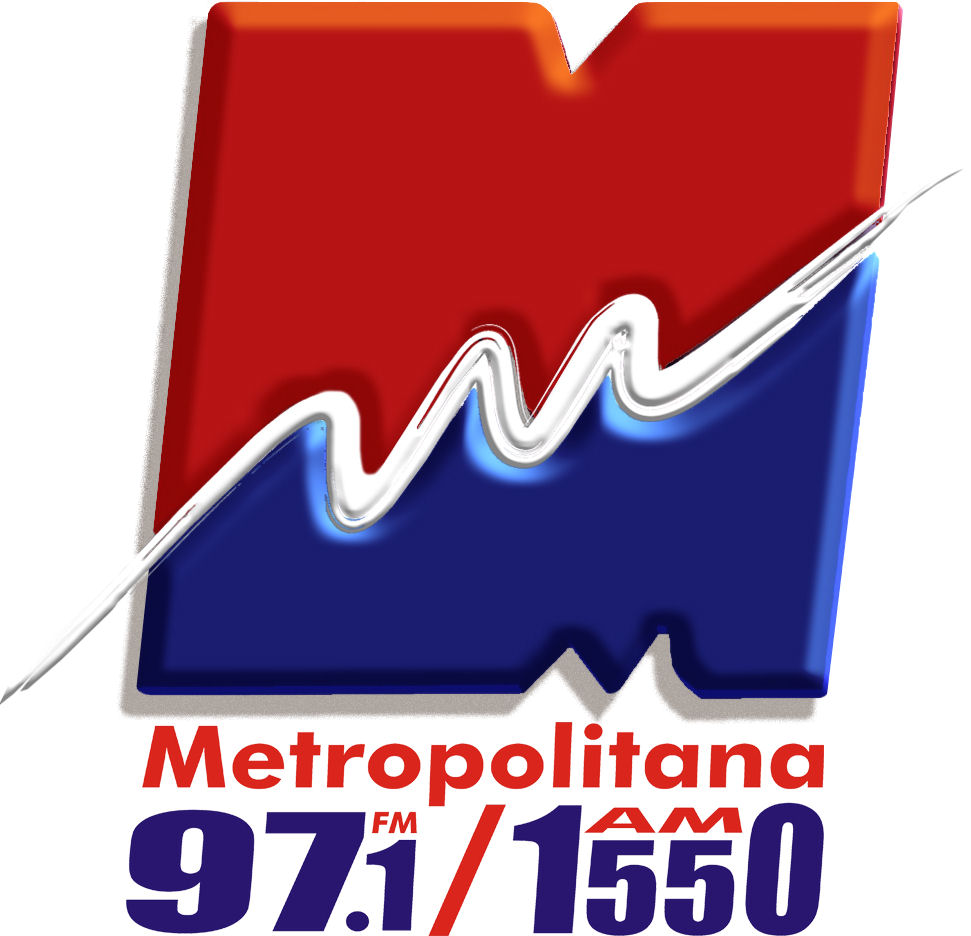